# Dodleston
Dodleston is een civil parish in het bestuurlijke gebied Cheshire West and Chester, in het Engelse graafschap Cheshire met 715 inwoners.